# 加藤真樹子
加藤 真樹子（かとう まきこ、1979年4月19日 - ）は、日本のラジオDJ。栃木県宇都宮市出身。血液型O型。FM802と専属契約を結んでいる。

## 経歴
高校受験の頃から地元のFMラジオを聴き始める。DJを目指して上京したが、「大阪にすごいラジオ局がある」という話を聞き、FM802に出会う。大学在学中にラジオ制作に携わり、ラジオDJやイベントMC、テレビ番組のレポーター等を経験した。大学卒業後の2002年10月にFM802のDJオーディションに合格し、『WEEKEND A-GO-GO!』でFM802でのデビューを果たした。
ラジオDJの他、イベントMCや雑誌での音楽レコメンドの執筆、アロマセラピスト等で幅広く活動している。

## 人物
愛称は「カトマキ」。
青春曲は90年代ギターロック。モットーは「日々ごきげんさん」。
趣味は旅、サウナ、ヴァイオリン演奏、読書（主にミステリー）、巨大仏鑑賞、歴史探訪、夕暮れの酒。

## 出演

### ラジオ番組

#### 現在
FM802
- UPBEAT!（2018年4月 - ）

#### 過去
FM802
- WEEKEND A-GO-GO!（2002年10月 - 2006年9月）
- PRIVATE LOUNGE（2004年4月 - 2006年3月）
- FLOWER AFTERNOON（2006年10月 - 2008年9月）
- FLiPLiPS（2008年10月 - 2018年3月、水・木曜担当）

### CM
- ラビーズホーム（2018年 - 、FM802ラジオCM）[7]